# Ștefan Rab
Ștefan Rab (n. 29 mai 1939, Săcele, Brașov) a fost un demnitar comunist român de origine maghiară, membru al Partidului Comunist Român din anul 1960.
Ștefan Rab a fost prim-secretar al Comitetului Județean PCR Covasna din 1982 până la Revoluția din 1989. A fost, printre altele, redactor șef adjunct al ziarului „Brassói Lapok“.
Fiul său, Răzvan Ștefan Rab, a fost secretar de stat la Ministerul Culturii și Integrității Naționale și a reprezentat România în momentul discutării dosarului Roșia Montană și a cerut UNESCO să renunțe la înscrierea în Patrimoniul Mondial.

## Studii
- Școala Pedagogică din Târgu Secuiesc (1952–1956);
- Facultatea de Filologie, Universitatea „Babeș-Bolyai“ Cluj, curs fără frecvență (1969–1973);
- Facultatea de Științe Politice, curs fără frecvență (1976) și doctorat la Academia de Științe Social-Politice „Ștefan Gheorghiu“ (1987)

## Distincții
- Ordinul Muncii clasa a II-a (20 august 1984) „pentru contribuția deosebită adusă la înfăptuirea politicii Partidului Comunist Român de făurire a societății socialiste multilateral dezvoltate în patria noastră, cu prilejul celei de-a 40-a aniversări a revoluției de eliberare socială și națională, antifascistă și antiimperialistă”[3]